# Neuhof (Sulzfeld)
Neuhof ist ein Wohnplatz der Gemeinde Sulzfeld im Landkreis Karlsruhe in Baden-Württemberg.

## Geschichte
Der Neuhof an der Bundesstraße 293 zwischen Eppingen und Sulzfeld wurde 1792 von Karl Wilhelm Göler von Ravensburg aus der Ferdinandischen Linie als Gutshof mit Schlösschen, Scheunen, Verwaltergebäude und Gesindehaus erbaut. Der Neuhof bekam die Hausnummer 1.